# Kaliumsorbat
Kaliumsorbat ist das Kaliumsalz der Sorbinsäure. Es ist in der EU als Lebensmittelzusatzstoff mit der Nummer E 202 zugelassen.

## Vorkommen, Gewinnung
In der Natur kommt Kaliumsorbat in den unreifen Früchten der Eberesche vor. Industriell wird es in mehreren Schritten synthetisiert.

## Eigenschaften
Kaliumsorbat ist ein weißer, geruchloser, brennbarer, aber schwer entzündbarer Feststoff, der in Wasser sehr leicht löslich ist. Er zersetzt sich bei Erhitzung über 270 °C. Seine wässrige Lösung reagiert alkalisch.

## Verwendung
Kaliumsorbat wird als Konservierungsmittel für Lebensmittel wie etwa Margarine, Aufstrich, Remoulade, Ketchup, Mayonnaise, Sojasauce, Marmelade, Oliven, Datteln, Wein, Sirup, Eistee oder Saftschorle verwendet, kann jedoch deren Eigengeschmack beeinträchtigen. Es wird auch zur Konservierung kosmetischer Produkte, von Arzneimitteln und Tabak eingesetzt.

## Sicherheitshinweise
Bei gesunden Menschen wird es wie eine Fettsäure verstoffwechselt. Seit 2009 ist bekannt, dass Kaliumsorbat in Laborversuchen genotoxische Effekte auf menschliche Lymphozyten haben kann. Wenn der Stoff in sehr fein verteilter Form (Pulver, Staub) in Luft vorliegt, besteht die Gefahr einer Staubexplosion.